# مموت هات اسپرینگز
مموت هات اسپرینگز (به انگلیسی: Mammoth Hot Springs) یک شهرک در ایالات متحده آمریکا است که در وایومینگ واقع شده‌است.